# Cañón automático Tipo 99 20 mm
Los cañones automáticos Tipo 99-1 y Tipo 99-2 eran versiones japonesas del Oerlikon FF F y Oerlikon FF L, respectivamente. Desde 1939 y hasta el final de la Segunda Guerra Mundial fueron los cañones estándar de los aviones de la Armada Imperial Japonesa.

## Adopción
En 1935, La Armada Imperial Japonesa empezó a explorar la posibilidad de adoptar cañones automáticos de 20 mm como armamento para sus futuros modelos de cazas. La atención se centró en la familia de cañones FF del fabricante suizo Oerlikon: los FF (también llamado FF F), FF L y FF S. Tras importar y evaluar unos ejemplares de muestra, en 1937 se decidió fabricar localmente una versión del modelo FF F, inicialmente denominada «Tipo E» y a partir de 1939 y formalmente «Tipo 99-1». El modelo FF L se produciría como «Tipo 99-2». El modelo FF S fue probado, pero no fabricado.
La designación Tipo 99 deriva del año 2599 del calendario japonés, correspondiente al año 1939 d. C. Las designaciones oficiales eran «Ametralladora Tipo 99-1» (九九式一号機銃; Kyū-Kyū Shiki Ichigō Kizyū, en japonés) y «Ametralladora Tipo 99-2» (九九式二号機銃; Kyū-Kyū Shiki Nigō Kizyū, en japonés). La Armada Imperial Japonesa clasificaba las armas de 20 mm como ametralladoras y no como cañones. El Ejército Imperial Japonés nunca usó los cañones Tipo 99. Históricamente apenas había relación entre las armas y municiones que usaba el Ejército y los que usaba la Armada.
Los Tipo 99-1 y 99-2 no eran modelos del mismo arma. En realidad cada uno tenía su propia línea de desarrollo que dio lugar a diferentes modelos. Debido a su similitud técnica, varias de las modificaciones fueron adoptadas a la vez en las dos líneas.
La diferencia fundamental entre los dos tipos de cañón era que el Tipo 99-2 sacrificaba peso y cadencia de disparo por una mayor velocidad de salida (lo que conlleva mejores características balísticas). Inicialmente se prefirió la instalación del ligero Tipo 99-1, tanto en cazas como en bombarderos, notablemente en el caza embarcado Mitsubishi A6M «Zero». No obstante, en seguida se advirtió, por una parte, la necesidad de una mayor capacidad de munición. Esto se abordó en un principio con la instalación de un tambor de munición más grande (de 60 a 100 proyectiles) y más adelante con el desarrollo de un sistema de alimentación por cinta (de 125 proyectiles). Por otra parte, la limitada velocidad de salida del cañón Tipo 99-1 se reveló poco apropiada para derribar los cada vez más capaces y resistentes aviones Aliados. Esto favoreció que a partir de 1942 y en etapas posteriores de la guerra se prefiriese la instalación del más pesado Tipo 99-2, aún a costa del sacrificio en prestaciones y maniobrabilidad que para un caza esto suponía.
Comparado con diseños rivales, el cañón Tipo 99 sufría de una relativamente baja velocidad de salida y cadencia de disparo. Lo cierto es que los estrechos lazos económicos y políticos entre la Armada Imperial Japonesa y el fabricante Dai Nihon Heiki KK aseguraban que este tuviera poca competencia.

## Aviones armados con el cañón Tipo 99
- Aichi B7A
- Aichi E16A
- Kawanishi H6K
- Kawanishi H8K
- Kawanishi N1K-J
- Kyūshū Q1W
- Mitsubishi A6M
- Mitsubishi G3M
- Mitsubishi G4M
- Mitsubishi G6M
- Mitsubishi J2M
- Nakajima C6N
- Nakajima G8N
- Nakajima J1N
- Yokosuka P1Y

## Tipo 99-1
El tipo 99-1 fue utilizado tanto en instalaciones fijas como flexibles. La instalación fija se desarrolló antes, apareciendo por primera vez en las alas del caza «Zero» y alimentada por tambor de 60 proyectiles. Una versión flexible, inicialmente desarrollada para el bombardero Mitsubishi G3M se instalaba al revés para que el tambor no obstaculizara la visión del artillero. Cuando el espacio era limitado se utilizaban tambores más pequeños (de 45, 30 o 15  proyectiles).
La escasa capacidad de munición de los tambores fue un problema importante. El Tipo 99-1 Modelo 3 fijo podía ser equipado con un tambor de 100 proyectiles pero, a su vez, el tamaño abultado del mismo creaba un problema en instalaciones para cazas (aunque fue usado en las versiones iniciales del A6M3). Una solución más práctica se alcanzó con el Tipo 99-1 modelo 4 fijo, cuando se incluyó el sistema de alimentación por cinta desarrollado por Kawamura.

### Especificaciones
- Calibre: 20 mm
- Munición: 20 x 72 RB
- Longitud: 133 cm (53 in)
- Peso: 23 kg (51 lb)
- Cadencia: 520 disparos/minuto
- Velocidad de salida: 600 m/s (1970 ft/s)

## Tipo 99-2
El Tipo 99-2 era un arma más pesada, con un retroceso más fuerte y no fue puesto en servicio antes de 1942. Se utilizó exclusivamente en instalaciones fijas: cazas y torretas motorizadas. Las versiones del «Zero» a partir del A6M3 modelo 22a, así como otros cazas posteriores, como el Kawanishi N1K-J, lo llevaban.
El modelo 4 de esta arma adoptó el mismo sistema de alimentación por cinta del Tipo 99-1 modelo 4. El Tipo 99-2 modelo 5 era un intento de aumentar la cadencia de disparo. Mediante modificaciones que incluían la sustitución de los muelles encargados de la absorción del retroceso por unos más fuertes, la cadencia se aumentó de 670 a 750 disparos/minuto. No obstante, el modelo 5 formalmente se adoptó solo a partir de mayo de 1945, por lo que puede que de hecho no llegara a ser utilizado en combate.

### Especificaciones
- Calibre: 20 mm
- Munición: 20 x 101 RB
- Longitud: 189 cm (74 in)
- Peso: 34 kg (75 lb)
- Cadencia: 480 disparos/minuto
- Velocidad de salida: 750 m/s (2460 ft/s)

## Tabla de cañones automáticos de 20 mm
| Nombre                            | Cartucho    | Peso del proyectil | Cadencia          | Velocidad de salida | Peso del arma |
| --------------------------------- | ----------- | ------------------ | ----------------- | ------------------- | ------------- |
|                                   |             | (gramos)           | (disparos/minuto) | (m/s)               | (kg)          |
| Francia                           |             |                    |                   |                     |               |
| HS.9                              | 20 x 110 RB | 122                | 360-420           | 830                 | 48            |
| Hispano-Suiza HS.404              | 20 x 110    | 130                | 700               | 880                 | 60            |
| Alemania nazi                     |             |                    |                   |                     |               |
| MG FF                             | 20 x 80 RB  | 134                | 520               | 600                 | 28            |
| MG FF/M                           | 20 x 80 RB  | 92/115             | 540/520           | 700/585             | 28            |
| MG 151/20                         | 20 x 82     | 92/115             | 750 - 800         | 800/720             | 42            |
| Japón / Ejército Imperial Japonés |             |                    |                   |                     |               |
| Tipo 94 flexible                  | 20 x 99 RB  | 127                | 380               | 675                 | 43            |
| Ho-1                              | 20 x 125    | 144                | 400               | 805                 | 45            |
| Ho-3                              | 20 x 125    | 144                | 400               | 805                 | 45            |
| Ho-5                              | 20 x 94     | 96                 | 750 - 850         | 715                 | 37            |
| Japón / Armada Imperial Japonesa  |             |                    |                   |                     |               |
| Tipo 99-1                         | 20 x 72 RB  | 129                | 520               | 600                 | 23            |
| Tipo 99-2                         | 20 x 101 RB | 128                | 480               | 750                 | 35            |
| Reino Unido                       |             |                    |                   |                     |               |
| Hispano Mk.II                     | 20 x 110    | 130                | 600               | 880                 | 50            |
| Hispano Mk.V                      | 20 x 110    | 130                | 750               | 840                 | 42            |
| Unión Soviética                   |             |                    |                   |                     |               |
| ShVAK                             | 20 x 99 R   | 95                 | 800               | 750 - 770           | 42            |
| Berezin B-20                      | 20 x 99 R   | 95                 | 800               | 750 - 770           | 25            |
| VYa-23                            | 23 x 152 B  | 200                | 550               | 880                 | 69            |
| NS-23                             | 23 x 115    | 200                | 550               | 690                 | 37            |